# توبليدز
توبليدز هي منظمة غير هادفة للربح متخصصة في مجال علم أمراض النباتات الزراعية، وتأسست عام 2004 على يد كل من الدكتور روجر فريدمان والدكتورة ديانا هورفاث. تقوم منظمة توبليدز بإجراء الأبحاث التي تهدف إلى تحسين المقاومة الوراثية الدائمة في المحاصيل، كما أنها تمول باحثين آخرين للقيام بأبحاث مماثلة.